# Márcio de Sousa Melo
Márcio de Sousa e Melo, a volte scritto con la grafia arcaica Márcio de Souza Mello (Florianópolis, 26 maggio 1906 – Rio de Janeiro, 31 gennaio 1991), è stato un generale e politico brasiliano.
Maresciallo dell'aria della Força Aérea Brasileira, fu uno dei militari a capo della Giunta militare che guidò la dittatura militare in Brasile nel periodo che andò dalla malattia del presidente Artur da Costa e Silva nell'agosto 1969 alla cerimonia di investitura di Emílio Garrastazu Médici nell'ottobre dello stesso anno.

## Biografia
Fu ministro dell'aeronautica durante la dittatura militare nei governi di Humberto de Alencar Castelo Branco, dal 15 dicembre 1964 all'11 gennaio 1965, e di Artur da Costa e Silva, del 15 marzo 1967 al 31 agosto 1969.
Fu membro della giunta militare che ha presieduto il Brasile per 60 giorni, dal 31 agosto al 30 ottobre 1969, mantenendo al contempo la sua carica di ministro fino al 1971, anche sotto la presidenza di Emílio Garrastazu Médici.